# Вишня звичайна
Ви́шня звича́йна, слива вишнева (Prunus cerasus L.) — рослина підроду вишня роду слива родини трояндові (Rosaceae). Вирощують як плодове дерево. Має дві основні групи сортів: ґріоти (French: Griotte) або морелі (англ. Morello) — із темно-червоними плодами та шпанки (склянки), або аморелі (англ. Amarelle) — світлозабарвлені.

## Ботанічний опис

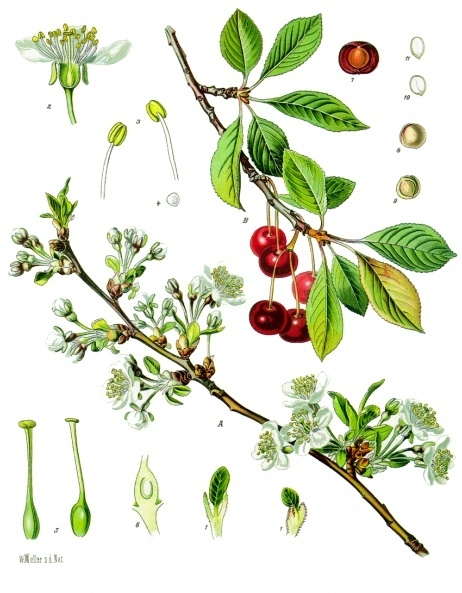
Вишня звичайна. Ботанічна ілюстрація з довідника Köhler's Medizinal-Pflanzen, 1887

Вишня звичайна — дерево або чагарник, сягає до 10 м заввишки.
Листки черешкові, широко-еліптичні, загострені, темно-зелені зверху, знизу світліші, досягають 8 см завдовжки.
Квітки білого кольору, зібрані в суцвіття по 2-3 квітки. Чашолистків та пелюстків — по п'ять, тичинок — 15–20, маточка — одна.
Плід — кисло-солодкий, куляста кістянка, до 1 см в діаметрі. М'якоть їстівна. Ядра кісточок вишень містять 36 % олії.
Цвіте з квітня до початку травня, плодоносить з другої половини червня.
Вишня звичайна — є міжвидовим гібридом (P. avium × P. fructicosa) черешні та вишні степової .

## Використання
Вишня є одним із найпоширеніших плодів, які використовують при приготуванні окремих солодощів. Сушені вишні часто використовуються при приготуванні цукерок з алкогольними напоями всередині.
У період дозрівання плодів, з кінця травня до вересня, у різних країнах Європі вишня — ягідний продукт, що вживають сирим.

### Комерційне виробництво

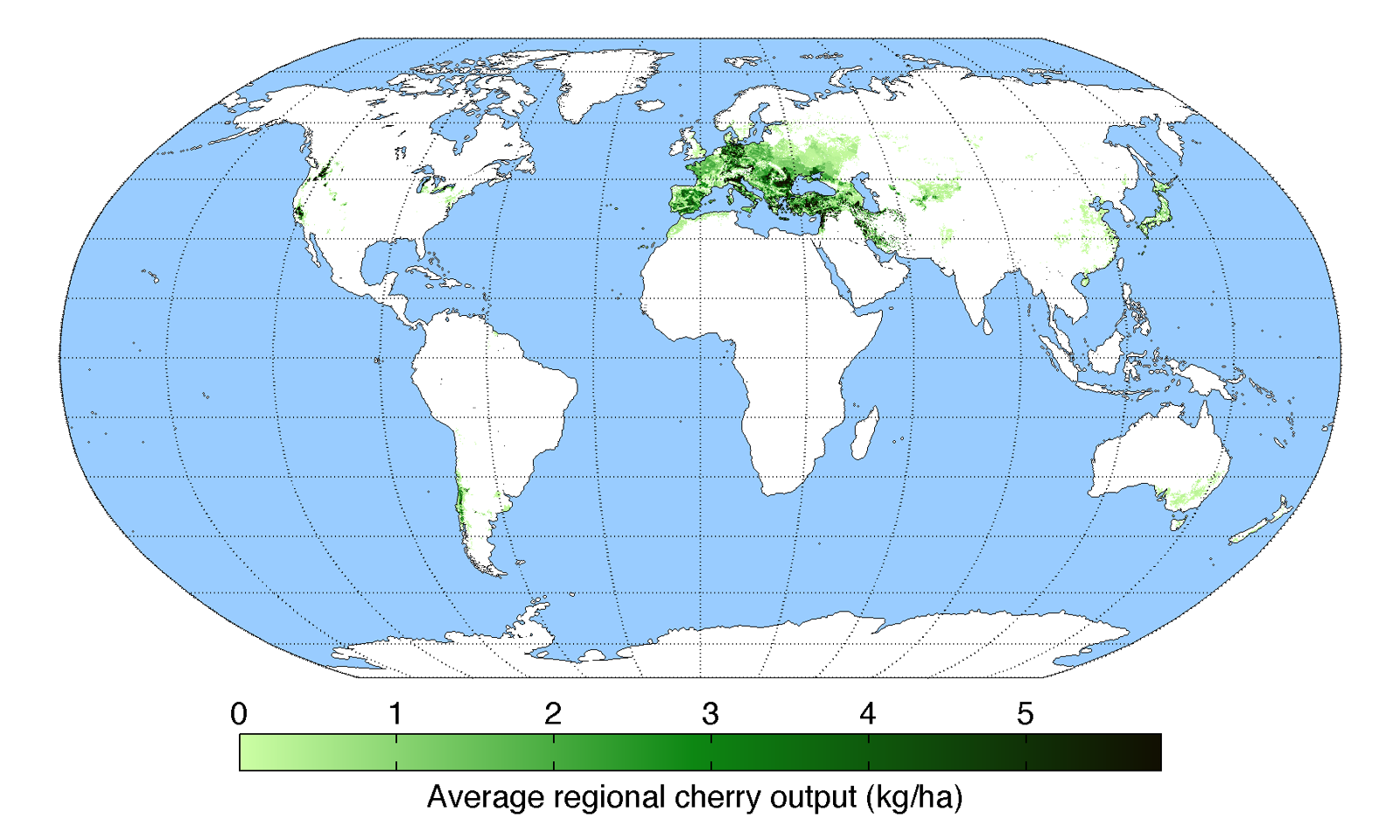
Карта врожайності вишні по всьому світу (кг/га), складена Інститутом навколишнього середовища Університету Міннесоти. 2010

За даними Продовольчої та сільськогосподарської організації ООН (ФАО, FAO) Світове виробництво плодів вишні за період із 2003 по 2023 зросло із 1.133 мільйонів тонн до 1.522 млн. т., відповідно. Водночас площі промислових насаджень вишні за аналогічний період скоротились із 248 тис.га у 2003 до 222 тис. га у 2023.
Розподіл світового виробництва плодів вишні за період із 2003 по 2023, за усередненими даними, є наступним:
- 65 % виробляється в Європі
- 26.3 % виробляється в Азії
- 8.8 % в Америці.[4]

| Росія | 214.878   |
| Туреччина | 176.893   |
| Польща | 169.598   |
| Україна | 165.914   |
| Сербія | 112.087   |
| США | 109.088   |
| Іран | 94.394    |
| Сербія та Чорногорія | 87.700    |
| Угорщина | 64.892    |
| Узбекистан | 43.469    |
| Азербайджан | 28.829    |
| Всього у світі (середнє) | 1 320.674 |
| Джерело: Продовольча і сільськогосподарська організація Об'єднаних Націй. Примітка: Сербія та Чорногорія розділились після референдуму в 2006. |           |

### Медонос
Як культурні дерева вишні, так і дикорослі є гарними весняними медоносами. Зацвітає в кінці квітня — на початку травня, цвіте 6-8 днів. Бджоли збирають як нектар, так і пилок, який дуже необхідний для весняного нарощування бджолиного розплоду. Медопродуктивність вишні до 35 кг на 1 га насаджень. У місцях промислового вирощування ягід також можна одержувати товарний мед .

## Шкідники та хвороби
Шкідниками вишні є вишнева муха та вишнева попелиця, які можуть завдавати значної шкоди пагонам та плодам, а також довгоносик-трубковерт вишневий, листокрутка вишнева.
Основними хворобами вишні є моніліоз, що спичиняють гриби роду Monilinia sp. та коккомікоз, що викликає гриб Blumeriella jaapii.

## Сорти

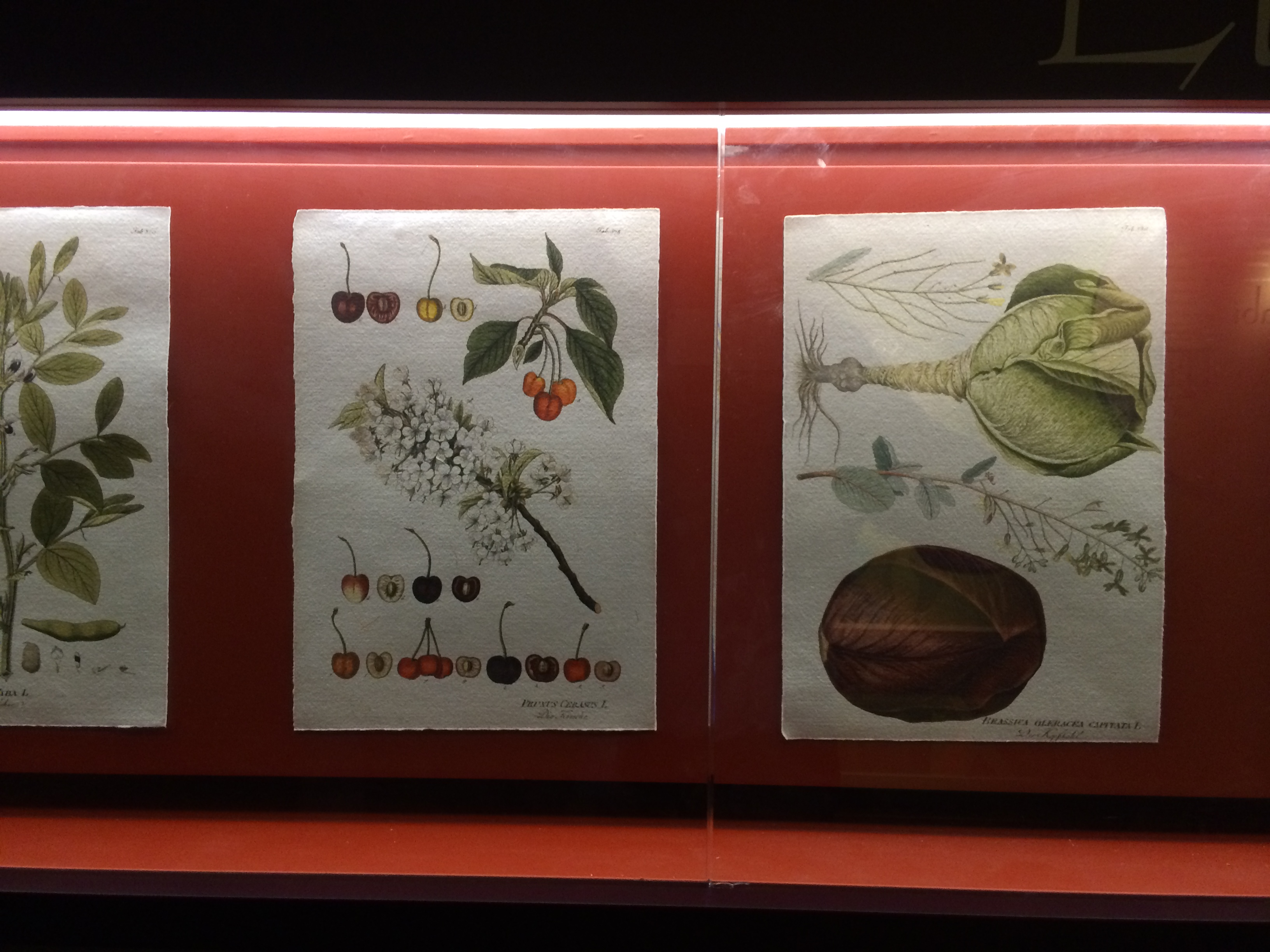
Вишня звичайна (в центрі). Ботанічна ілюстрація в Музеї Колумба, Вальядолід

Сорти вишні розрізняються за силою росту рослин (кущоподібні й деревоподібні форми), типу плодоношення (на букетних гілочках, на плодових або змішаного типу), строками дозрівання плодів (червень — серпень), забарвленням плодів (аморелі та гріоти). Більшість сортів самобезплідні та вимагають перехресного запилення, проте є також самоплідні сорти.
Найпоширеніші в Україні наступні сорти:

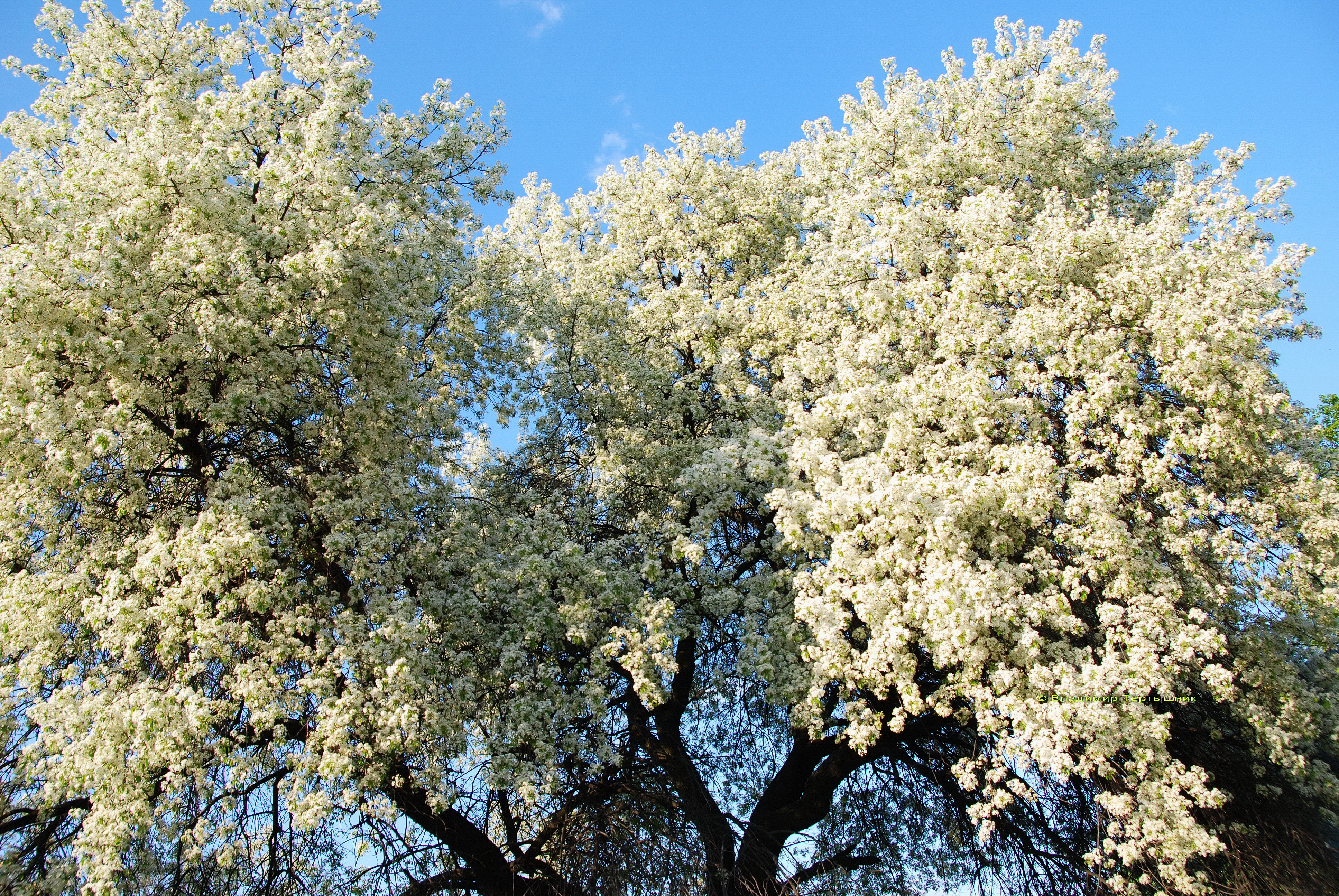
Цвітіння вишні на полях Сумщини

Гріот Подбєльський (Koch’s Ostheimer Weichsel). Районована на всій території України, за винятком Чернігівської, Сумської, Житомирської областей. Один з найкращих сортів. Плоди великі, темно-червоні, смачні, з приємним поєднанням органічних кислот і цукру, дозрівають протягом липня і довго тримаються на дереві, кісточка середнього розміру, легко відділяється від м'якоті. Дерева середньорослі, високоврожайні, зимостійкі. У районі Києва в суворі зими підмерзають плодові бруньки. Сорт середньостійкий до моніліозу і коккомікозу, частково самоплідний. Для кращого запилення квіток поруч повинні бути дерева інших сортів вишні чи черешні з одночасним цвітінням.
Шпанка рання. Місцевий сорт, районований в багатьох областях України. Плоди великі, рожеві, соковиті, приємного кисло-солодкого смаку, дозрівають в кінці червня — початку липня. Дерева великі, з негустою кроною, зимостійкі, відносно стійкі до грибних захворювань. Сорт самобезплідний. Існує багато клонів сорту Шпанка (Склянка) народної селекції, а також відібрані селекціонерами форми.
Гріот Остгеймський (Griotte d’Ostheim). Сорт іспанського походження. Завезений з Іспанії Клінггамером в м. Остгайм в період з 1701 по 1713 рр., вперше описаний Сиклером у 1796 р.. Районований в багатьох областях України. Дерева невеликих розмірів, зимостійкі, скороплідні, щорічно рясно плодоносять, але сильно загущуються тонкими, пониклими гілками. Плоди середніх розмірів, Темні, соковиті, приємні на смак, дозрівають у перших двох декадах липня. Сорт вимагає перехресного запилення.
Гріот український (Ukrainische Griotte). Місцевий сорт, особливо поширений у лісостеповій і поліській зонах України. Крім щеплень, легко розмножується порослю і насінням. Тому існує багато клонів, різних за цінністю. Необхідно розмножувати тільки високоврожайні, зимостійкі клони. Плоди середніх розмірів, темні, кисло-солодкі, дозрівають у другій половині липня. Гілки на деревах тонкі, після плодоношення оголюються і звисають. Сорт частково самоплідний, добре запилюється Шпанкою ранньою і Гріотом Остгеймським. 
Заслуговують уваги й розповсюдження сорту вишні Мелітопольська десертна, Чорнокірка, Любська, Самсонівка, Лотівка (син. Schattenmorelle, Lotowka) та ін..

## Селекція вишні та дюків в Україні
За приблизним підрахунком з опублікованих даних, в Україні було створено більше ніж 100 сортів та елітних гібридних форм вишні й дюків. Серед них, сорти створені в ході селекційних програм в мережі Інституту садівництва НААН України, аматорської селекції та сортів народної селекції. Найбільший внесок в селекцію вишні в Україні було зроблено селекціонерами на Мелітопольській дослідній станції садівництва імені М. Ф. Сидоренка та Бахмутській дослідній станції розсадництва ІС НААН України. 
Метою селекції на Мелітопольській дослідній станції садівництва імені М. Ф. Сидоренка було створити сорти, що мають стійкість до несприятливих екологічних факторів, самоплідні, стійкі до коккомікозу та моніліозу, з високою якістю плодів, універсального призначення, зі стриманою силою росту. Були виділені найрезультативніші методи та типи схрещувань при створенні нових сортів вишні та дюків.

## Культурне значення та звичаї
Вишня — символ світового дерева, життя; символ України, рідної землі; матері; дівчини нареченої. За віруваннями українців, дерево взаємної любові, весни, краси, мужності. В українському фольклорі вишня символізує красу убогої дівчини, її молодість. З вишневих гілок українські предки варили ритуальний напій, який неодмінно вживали на Новий рік, Зелені Свята, Купала тощо. В українському народі складено багато фольклорних та авторських пісень, в яких оспівуються вишні, вишневі садки. Приклади:
- «Садо́к вишне́вий ко́ло ха́ти…» (1847) Тараса Григоровича Шевченка.

На день святої Варвари (17 грудня) українські дівчата заготовляли гілочки з вишень і ставили у воду. Якщо вони розквітали на Різдво, то це віщувало швидкий шлюб .

## Гібриди
- Дюки (англ. Duke cherry[13]) або фр. Cerisier intermédiaire) – P. × gondouinii (P. avium × P. cerasus)
- Вишня піднесена[en] – P. × eminens (P. cerasus × P. fruiticosa)
- Вишня карликова – P. × kerrasis (P. eminens × P. cerasus)

## Галерея
| Загальний вид | Листя | Квітки | Плоди |